# Mirabello (Terre del Reno)
Mirabello (Mirabèl in dialetto ferrarese) è una frazione di circa 3.100 abitanti del comune di Terre del Reno, in provincia di Ferrara in Emilia-Romagna. Dal 1959 al 2016 è stato un comune autonomo.
Dal 1º gennaio 2017, insieme alla vicina Sant'Agostino, è entrata a far parte del nuovo Comune di Terre del Reno. La fusione è stata approvata dalla popolazione coinvolta tramite un referendum consultivo, conclusosi con 1.654 sì, contro 1.254 no. Antecedentemente al 1959, Mirabello fu frazione di Sant'Agostino.

## Storia
L'abitato, situato in una zona pianeggiante, sorge lungo l'antico corso del fiume Reno.

Le origini di Mirabello sono antiche, anche se le prime notizie certe si hanno solamente a partire dal XVII secolo.

La contessa Matilde di Canossa e i Monaci di Nonantola nei secoli XI e XII estesero la loro autorità amministrativa attraverso il sistema della "partecipanza" nei territori compresi tra Cento e Ferrara, stimolando una prima attività di bonifica e avviando un'economia agricola produttiva. Dopo il Medioevo però la zona tornò dominio delle acque e il fiume Reno, incanalato fra argini rettilinei che correvano da Sant'Agostino a Mirabello e poi Vigarano Mainarda, deponeva sulle terre le proprie torbide iniziando un innalzamento del fondo delle antiche valli e conferendo a questi terreni caratteristiche particolari.

Canalizzato il Reno si cominciarono a costruire le prime strade e ben presto la zona divenne un importante punto d'incontro tra bolognesi, ferraresi e comacchiesi con un ampio reticolo di strade tra le diverse proprietà che assicuravano le comunicazioni tra i notabili.
La zona fu inizialmente popolata da contadini che avevano iniziato a coltivare le terre, solo in un secondo momento apparve evidente l'interesse dell'aristocrazia.

Le proprietà tendevano ad allinearsi lungo il fiume da una parte e dall'altra: le terre dei Ruini dalla parte destra vennero acquistate nel Settecento dal cardinale Pompeo Aldrovandi, mentre tra le varie proprietà del lato sinistro quelle dei conti Prosperi andarono a costruire l'abitato di Mirabello.

La situazione attuale non è sostanzialmente mutata da allora: l'arteria principale di Mirabello segue oggi l'antico greto del fiume Reno e le terre dei Prosperi corrispondono quasi esattamente al vecchio centro cittadino.

Nel 1840 Mirabello diventa parrocchia e nel 1959 diventa comune autonomo staccandosi da Sant'Agostino.
Mirabello è stato colpito dai terremoti dell'Emilia del 2012, che nel paese hanno provocato vari danni e crolli, fra cui quello della chiesa di San Paolo.
Dopo aver avviato la procedura di fusione con il comune di Sant'Agostino, il 17 ottobre 2016 la popolazione coinvolta ha approvato il progetto con un referendum, conclusosi con 1.654 sì, contro 1.254 no.

### Simboli
Lo stemma e il gonfalone di Mirabello erano stati concessi con decreto del presidente della Repubblica del 13 maggio 1971.
Secondo la tradizione, il nome del paese sarebbe nato dall'esclamazione "Mira quanto è bello", pronunciata dalla contessa Matilde di Canossa nel percorrere un viale fiancheggiato da pioppi, che conduceva fino alla località di Casumaro.
Il gonfalone era un drappo di azzurro.

## Monumenti e luoghi d'interesse
Chiesa di San Paolo

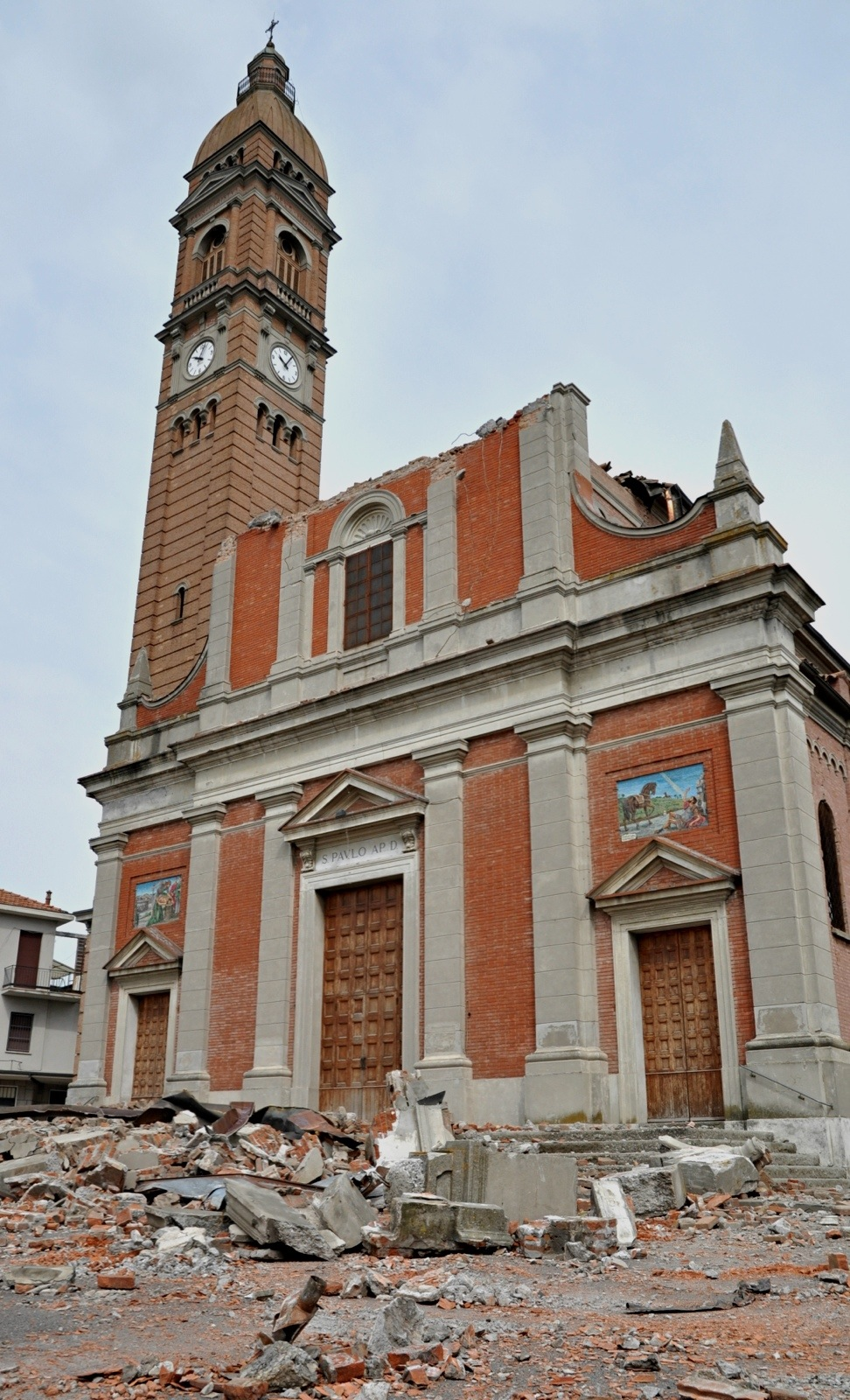
La chiesa di San Paolo dopo il terremoto del 2012

Nel 1795 l'arciprete Serra iniziò la costruzione della prima chiesa in stile toscano ad una sola navata dedicata a San Paolo, portata a compimento nel 1804. Questo edificio venne completamente demolito e nel 1929 iniziò la costruzione dell'attuale chiesa di San Paolo, su progetto dell'ingegnere Luigi Gulli, terminata nel 1943. Il campanile, inaugurato nel 1905 su progetto dello stesso ingegner Gulli, è di altezza considerevole (56 m) e sostituì uno più piccolo poi abbattuto. La cupola rigonfia a padiglione del campanile ricorda la Mole Antonelliana di Torino. La chiesa ha subito gravissimi danni a seguito del terremoto che ha colpito diverse province dell'Emilia-Romagna il 20 maggio 2012.
Palazzo Sessa-Aldrovandi
Al limite del paese, preceduto da un lungo viale di querce, sorge il Palazzo Sessa-Aldrovandi che ospita il Museo della civiltà contadina "Rodolfo e Luigi Sessa".

## Società

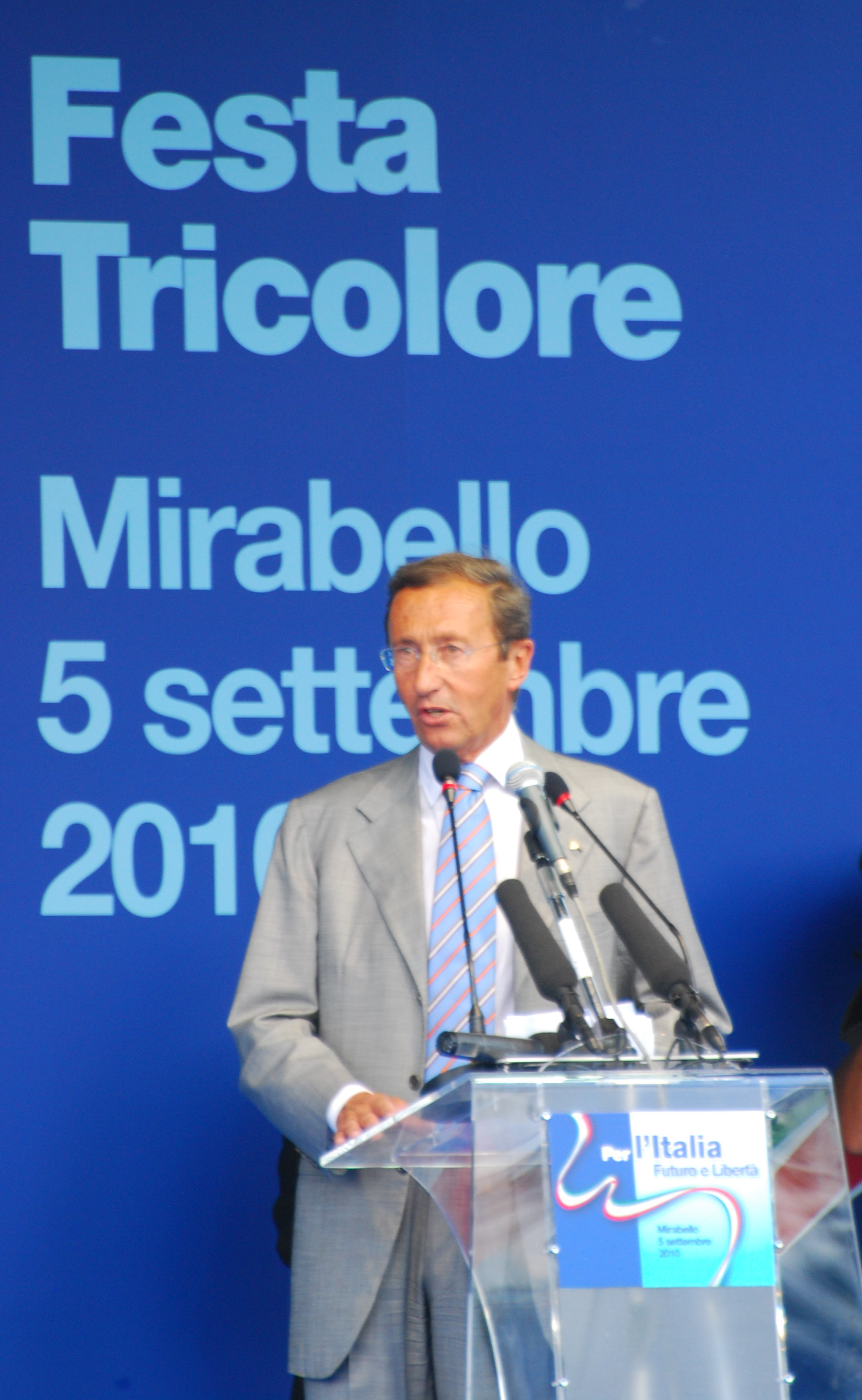
Gianfranco Fini a Mirabello nel 2010

Il paese è noto per la festa Tricolore che vi si svolge dal 1982, dapprima sotto l'egida del Movimento Sociale Italiano - Destra Nazionale, poi di Alleanza Nazionale. Con la fusione tra AN e Forza Italia è diventata sede della Festa della Libertà del Popolo della Libertà. Nell'edizione del 2010 vi si verificò la scissione dal PdL del movimento politico Futuro e Libertà guidato da Gianfranco Fini.

### Evoluzione demografica
Abitanti censiti

### Etnie e minoranze straniere
Gli stranieri residenti nel comune sono 366, ovvero il 10,3% della popolazione. Di seguito sono riportati i gruppi più consistenti nel 2010:
1. Albania, 61
2. Romania, 24

## Amministrazione
Di seguito è presentata una tabella relativa alle amministrazioni che si sono succedute in questo comune.
| Periodo          | Periodo        | Primo cittadino    | Partito                    | Carica  | Note  |
| ---------------- | -------------- | ------------------ | -------------------------- | ------- | ----- |
| 25 novembre 1960 | 12 luglio 1970 | Enzo Rambaldi      |                            | Sindaco |       |
| 13 luglio 1970   | 9 marzo 1982   | Orlando Matteuzzi  |                            | Sindaco |       |
| 10 marzo 1982    | 14 giugno 2004 | Mauro Pincelli     | Partito Comunista Italiano | Sindaco | [ 8 ] |
| 14 giugno 2004   | 8 giugno 2009  | Giancarlo Pincelli | lista civica               | Sindaco | [ 8 ] |
| 8 giugno 2009    | 1 gennaio 2017 | Angela Poltronieri | lista civica: democratici  | Sindaco | [ 8 ] |

### Gemellaggi
- Weyarn, dal 2006

Dal 2004 il comune di Mirabello e il comune di Weyarn hanno cominciato a conoscersi, con l'intenzione di pervenire alla costituzione di un gemellaggio tra i due comuni.
Nel maggio 2005 una comitiva di circa 50 mirabellesi, guidata dal sindaco Giancarlo Pincelli, ha visitato Weyarn e la squadra giovanile di calcio, allenata da Stefano Pedriali, ha partecipato al Torneo di Pentecoste, a cui erano iscritte 20 formazioni: con grande onore e merito la squadra di Mirabello ha vinto il torneo, battendo in finale l'Hertha di Monaco.
Nell'ottobre 2005 una folta delegazione di Weyarn ha visitato Mirabello in occasione della Fiera di San Simone.
Il 2 dicembre 2006 è stato sottoscritto a Weyarn in forma ufficiale dai sindaci Pincelli e Pelzer il gemellaggio tra i comuni di Weyarn e Mirabello.
È stato poi firmato un documento comune, nel quale si sottolinea che lo scopo del gemellaggio è quello di favorire incontri tra i rispettivi cittadini, avvicinare tra loro le persone dei nostri comuni nello spirito di una Europa pacifica e democratica.
- Casola Valsenio

## Economia
L'economia del paese è caratterizzata dalla frutticoltura e dalla zootecnia, con presenza di artigianato e piccola industria.